# Урушка маара
Урушка маара е пещера в село Крушуна, община Летница, Ловешка област, България.

## Наименование
Името идва от турски, което означава Юрушка пещера. Наричана е още и Пройновска пещера.

## Описание
Общата ѝ дължина е 1600 метра. Представлява разклонена, двуетажна, изворна пещера. Състои се от 2 галерии – суха и водна, които в дълбочина се сливат.
Карстовите води от пещерата са образували бигорна тераса, в която е формиран най-високият водопад в околността, висок около 20 м.